# 沖縄赤瓦

赤瓦屋根の例：首里城正殿（那覇市首里）

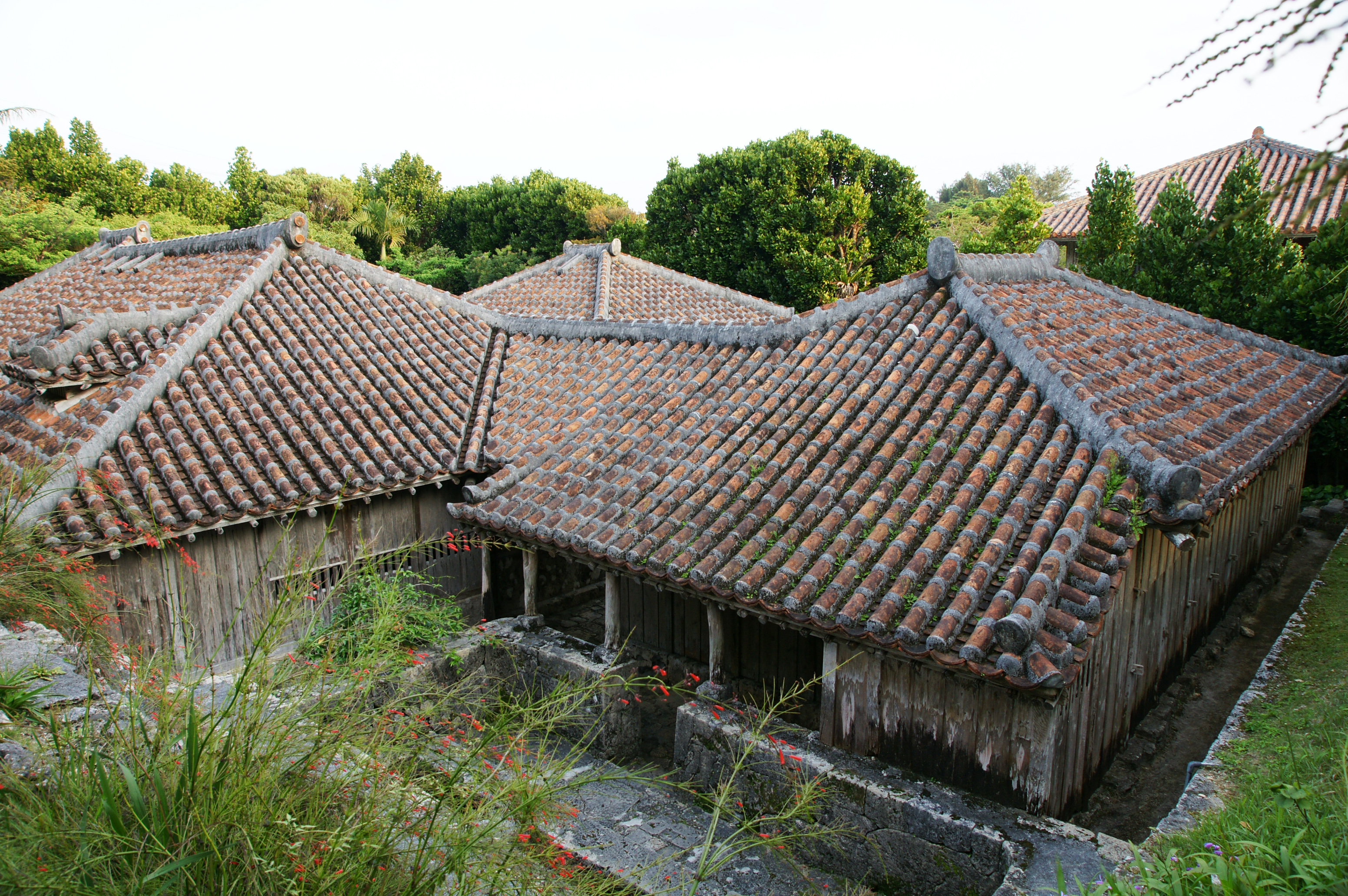
赤瓦屋根の例：中村家住宅（中頭郡北中城村）

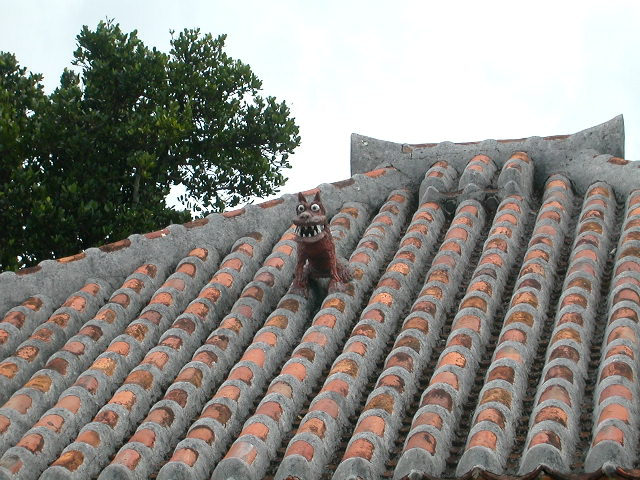
赤瓦屋根の上に置かれたシーサー（八重山郡竹富町竹富島）

沖縄赤瓦（おきなわあかがわら）は、沖縄県で産する赤色の粘土瓦である。琉球赤瓦（りゅうきゅうあかがわら）とも言う。
なお、沖縄県で産する瓦を色にかかわらず総称する場合には、琉球瓦（りゅうきゅうがわら）、島瓦（しまがわら、シマガ－ラ）と呼ぶ。

## 概要
沖縄県中南部に分布する「クチャ」と呼ばれる黒灰色の泥岩を主原料とし、赤土を混合する。クチャは鉄分を多く含んでおり、酸化焼成することにより赤色に発色する。
伝統的な沖縄赤瓦は、日本本土の本葺瓦と同様の形状をしており、平瓦に相当する女瓦（雌瓦、ミーガーラ）と、丸瓦に相当する男瓦（雄瓦、ウーガーラ）とからなる。瓦を葺く際には、まず女瓦を並べて、その左右の継ぎ目を覆うように男瓦を被せ、台風などの強風にも耐えるように瓦どうしの隙間を漆喰で塗り固める。このため、赤瓦を用いた屋根は、瓦の赤と漆喰の白とのコントラストが際だつ外観となる。
なお、沖縄県以外で生産される赤色の瓦で、焼成の途中で食塩を投入する塩焼瓦や、赤色の釉薬瓦も赤瓦と呼ばれる。塩焼瓦の代表例としては愛知県西三河地方で産する三州瓦、赤色の釉薬瓦の代表例としては島根県石見で産する石州瓦がある。

## 歴史

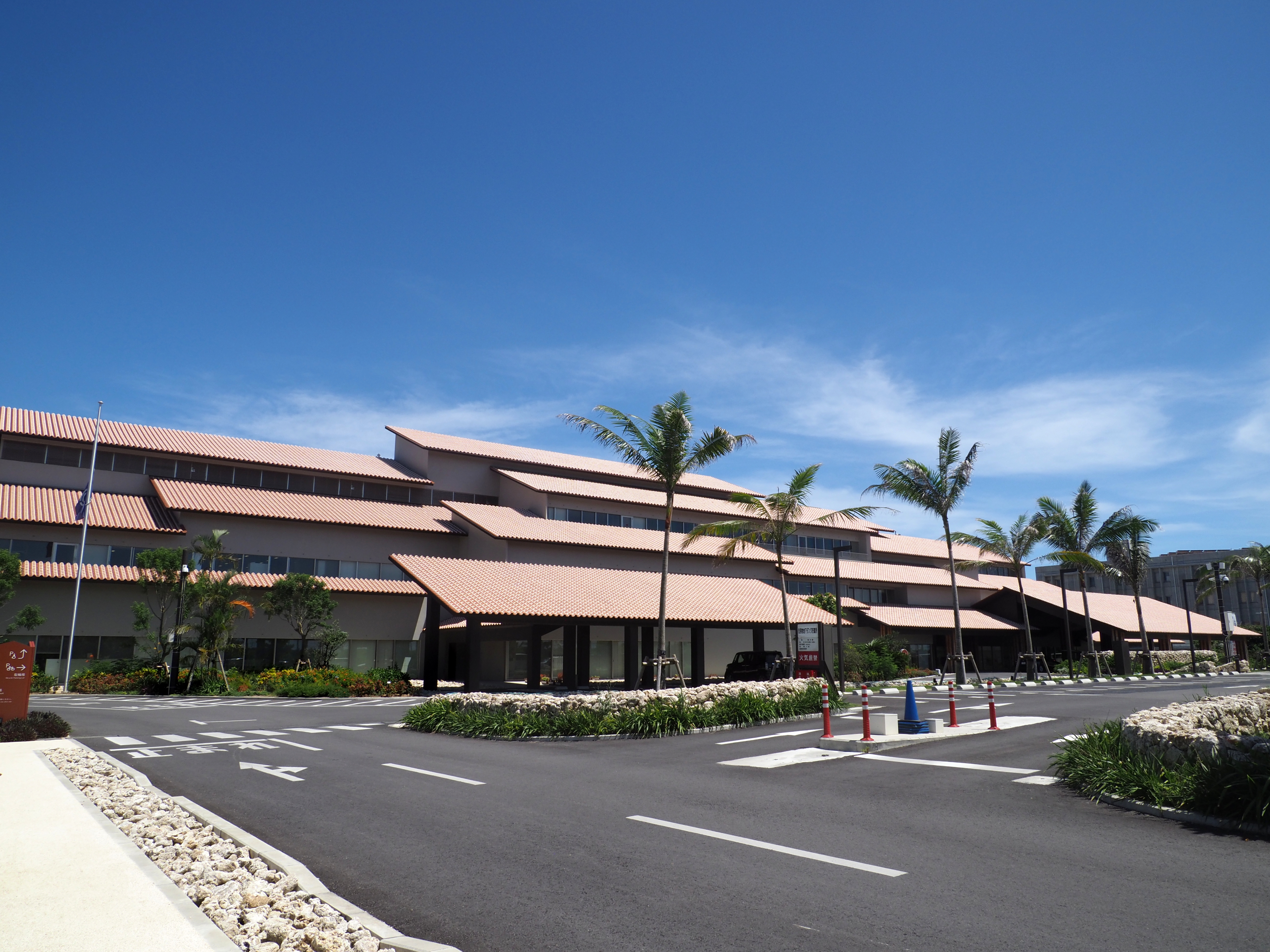
RC造建築における赤瓦屋根の例：石垣市庁舎（2021年竣工）

現在の沖縄にあたる地域で瓦が用いられるようになるのは13-14世紀以降であり、まず、日本の瓦との共通点が多い大和系瓦と朝鮮半島の瓦との共通点が多い高麗系瓦とが出現した。これらはいずれも灰色の瓦であった。次いで、16-17世紀以降の琉球国時代に、中国由来とされる明朝系瓦が登場した。明朝系瓦も当初は灰色であったが、次第に弁柄色の赤瓦へと変化した。これは、燃料の薪が不足した結果、焼成方法が高温の還元焼成から低温の酸化焼成に変化したためと考えられている。
赤瓦は主に首里城正殿をはじめとする王府・役所の建物や、神社等で用いられ、次第に貴族や氏族の住宅に広まった。ただし、首里城においても、赤瓦は灰色の瓦と併用されており、全てが赤瓦とされたのは平成の復元が初めてであった。一方、一般の住宅では1889年（明治22年）に至るまで瓦葺きは禁止され、茅葺き屋根が主流であった。沖縄本島で赤瓦が広く市中に普及するのはこの禁止令が解かれた後であり、屋根に漆喰で作ったシーサーが置かれるようになったのも、この頃以降であると考えられている。
沖縄本島中南部の赤瓦建築は、沖縄戦の影響でその殆どが失われた。また、その復興に際しては、耐久性に優れ、融資条件が有利であった鉄筋コンクリート構造（RC造）やブロック造が広まり、赤瓦が用いられる木造建築は減少した。さらに、1935年（昭和10年）に台湾から「南国耐風瓦」として導入されていたセメント瓦が、戦後には「復興瓦」と呼ばれて普及したため、木造建築でも赤瓦が用いられることは少なくなった。1970年代に入って美観への関心が高まり、1977年（昭和52年）に沖縄振興開発金融公庫により赤瓦住宅資金割増制度が創設されると、RC造でも、傾斜屋根とし赤瓦を葺く建物が数を増やした。
離島では、赤瓦屋根の普及は富裕層に限られたが、沖縄戦の影響が小さかったため現存するものも多い。一方、一般層への普及が進んだのは戦後になってからであり、例えば、竹富島では、1964年（昭和39年）に至っても主屋の約4割は茅葺きのままで、赤瓦家屋の建築が盛んになったのは1970年代以降であった。竹富島の自治組織である竹富公民館が1986年（昭和61年）に定めた「竹富島憲章」では、景観保護の観点から、屋根には赤瓦を使用することが定められている。
沖縄赤瓦は、明治時代初期までは主に首里周辺で生産されたが、赤瓦葺きが民家にも普及すると中心は島尻郡与那原町に移り、現在に至っている。2009年2月20日には、特許庁により地域団体商標として登録されている。商標権者は沖縄赤瓦事業協同組合である。
また、2007年度から、沖縄県によって技能評価認定制度として初めて認定された琉球赤瓦施工技能評価試験が、沖縄県琉球赤瓦漆喰施工協同組合によって実施されており、技術の継承・向上や人材育成が期待されている。